# Ундекаиодид гексаниобия
Ундекаиодид гексаниобия — неорганическое соединение, соединение металла ниобия с галогеном иодом с формулой Nb6I11,
чёрные кристаллы,
не растворяется в воде.

## Получение
- Действие иода на ниобий в градиенте температур:

{\displaystyle {\mathsf {12Nb+11I_{2}\ {\xrightarrow {800-810^{o}C}}\ 2Nb_{6}I_{11}}}}
- Разложение при нагревании октаиодида триниобия в вакууме:

{\displaystyle {\mathsf {13Nb_{3}I_{8}\ {\xrightarrow {800^{o}C}}\ 4Nb_{6}I_{11}+15NbI_{4}}}}

## Физические свойства
Ундекаиодид гексаниобия образует чёрные кристаллы
ромбической сингонии, 
пространственная группа P ccn,
параметры ячейки a = 1,1229 нм, b = 1,5309 нм, c = 1,3558 нм, Z = 4.
Не растворяется в воде и разбавленных кислотах, при действии щелочей разлагается.

## Химические свойства
- При нагревании поглощает водород:

{\displaystyle {\mathsf {2Nb_{6}I_{11}+H_{2}\ {\xrightarrow {300^{o}C}}\ 2HNb_{6}I_{11}}}}